# Schwarze Pumpe

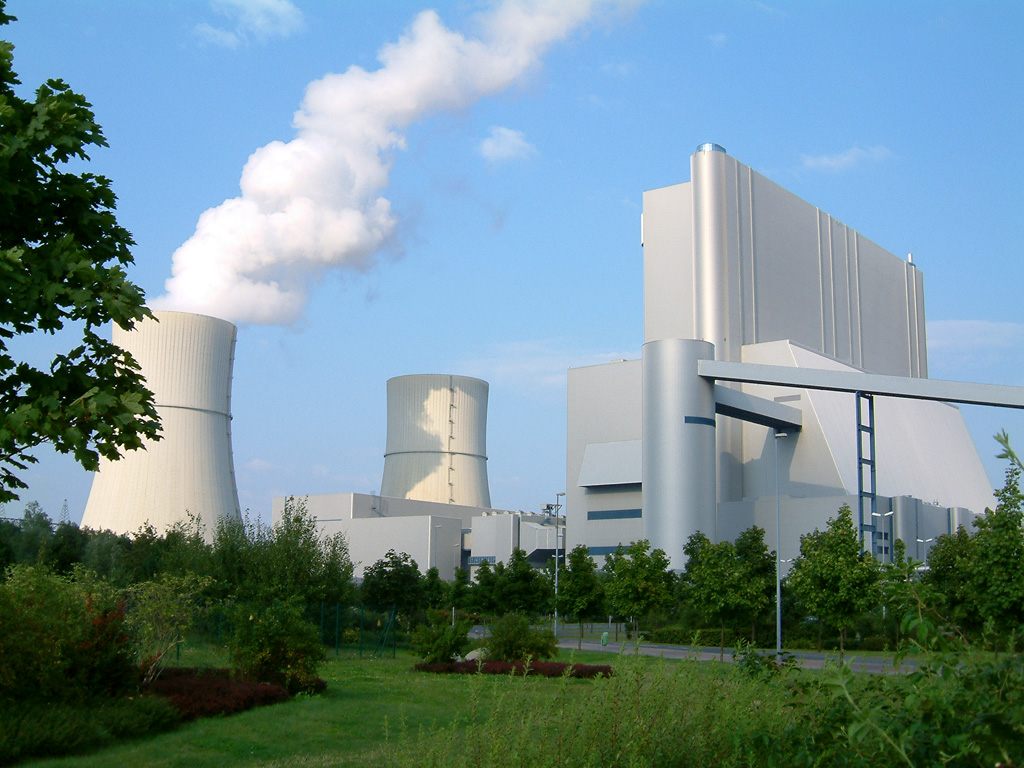
Elektrownia zasilana węglem brunatnym w Schwarze Pumpe

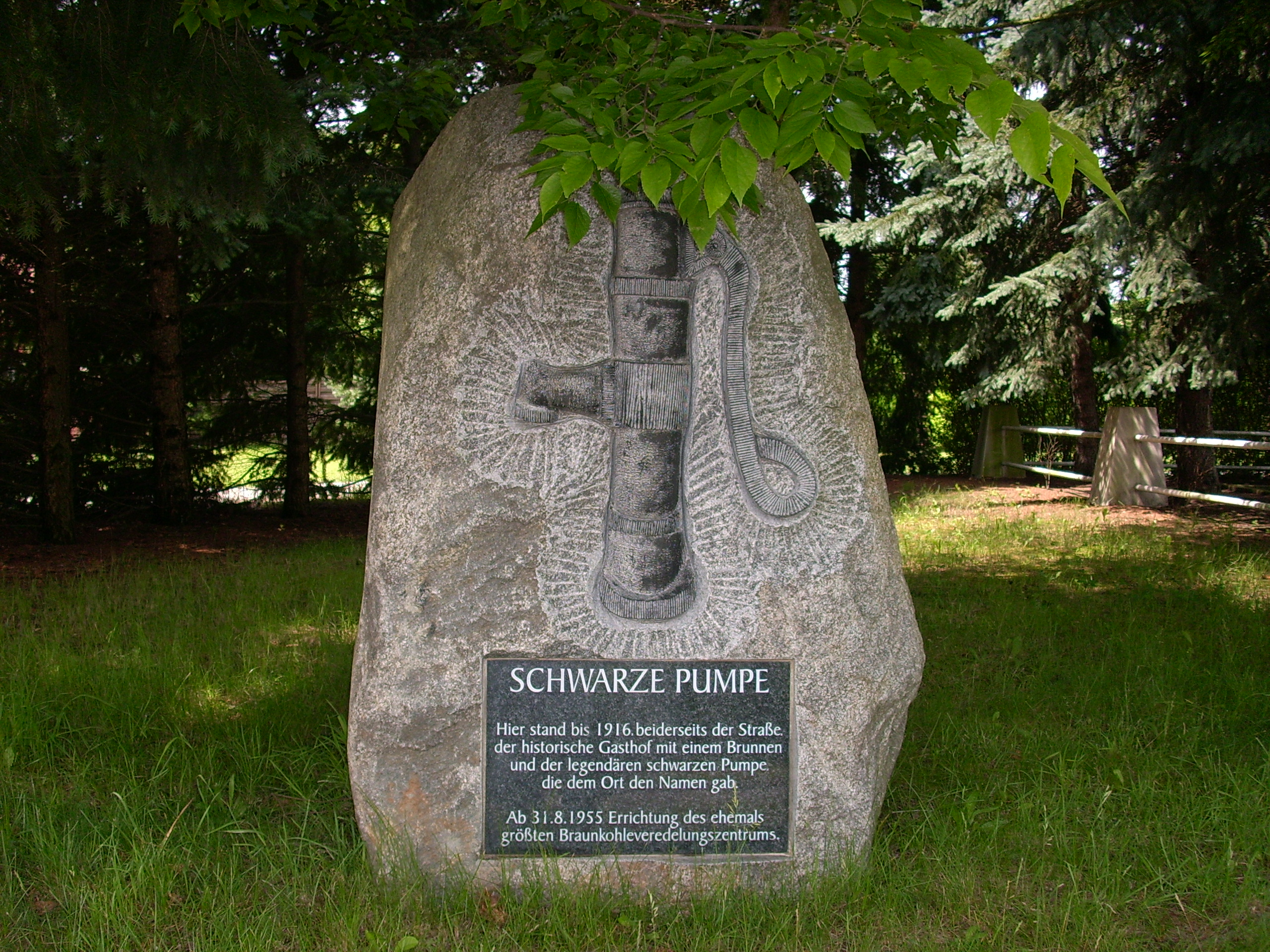
Pomnik Czarnej pompy

Schwarze Pumpe (dolnołużycki Carna Plumpa) – część miasta Spremberg położona w niemieckim kraju związkowym Brandenburgia w powiecie Spree-Neisse, w Łużyckim Zagłębiu Węglowym.

## Historia
Pierwsze wzmianki o miejscowości można znaleźć w kronice z 1852, opublikowanej przez miasto Hoyerswerda. Według niej około kwadrans drogi od Hoyerswerdy miała znajdować się restauracja, gospoda „Zur Schwarze Pumpe”. Na mapie z 1880 roku widoczna jest, choć trudna do rozpoznania „miejscowość” Schwarze Pumpe z ledwo widocznymi zabudowaniami w postaci wspomnianej restauracji oraz dwóch murowanych budynków.
Nazwa miejscowości może pochodzić od wyżej wymienionej gospody lub od legendy która mówi, że w czasie wojny trzydziestoletniej elektor brandenburski Fryderyk Wilhelm, chcąc ukryć się przed wrogami, przyjechał do gospody i kazał pomalować pompę na czarno – dawny symbol ognia – co miało ponoć skutecznie odstraszyć najeźdźców.
Ze względu na rosnącą industrializację i rozbudowę wokół karczmy pojawiała się nazwa „Pompa kolonia” należąca do miasta Spremberg. Już w 1908 roku kolonia miał już pierwsze pokolenie, które rozpoczęło naukę w miejscowej szkole. W 1918 została podłączona pierwsza linia telefoniczna. W 1916 (inne źródła podają 1920/22) spłonęła karczma. W późniejszym okresie kolonia rosła w siłę, powstawały nowe budynki mieszkalne i usługowe, miejscowość rozrastała się wzdłuż drogi do Sprembergu. Głównym pracodawcą w tym czasie była kopalnia węgla brunatnego „Briggita” w Spreetal w pobliżu Schwarze Pumpe. W połowie lat trzydziestych było już 111 domów. Liczba ludności w 1937 r. wynosiła 623 osoby.

## II wojna światowa
Schwarze Pumpe stała się polem walki frontu polsko-radzieckiego z nieustępliwą obrona niemieckich jednostek ciężkich. Zabudowania miejskie w czasie II wojny światowej zostały mocno uszkodzone.

## Po wojnie
W 1949 r. w Schwarze Pumpe został wzniesiony pomnik ku czci 108 poległych w walce żołnierzy radzieckich.
Na podstawie decyzji Rady Ministrów z dnia 23 czerwca 1955 rozpoczęto modernizację kopalni węgla brunatnego, która miała służyć powstającym w przyszłości elektrowniom. Stanowiła ona jeden z największych na świecie ośrodków wydobycia węgla brunatnego (w latach 80. wydobycie 30–40 mln t rocznie).
Wraz z końcem NRD przestarzały sprzęt z kopalni był stopniowo wycofywany z użycia i zastępowany nowym bardziej rozwiniętym technologicznie, aby kopalnia mogła zaspokoić potrzeby jednej z najnowocześniejszych w Europie elektrowni zasilanych węglem brunatnym. Elektrownia ta powstała w latach 1992/1993.